# Campeonato Europeo de Remo de 2008
El II Campeonato Europeo de Remo se celebró en Maratón (Grecia) entre el 19 y el 21 de septiembre de 2008 bajo la organización de la Federación Internacional de Sociedades de Remo (FISA) y la Federación Helénica de Remo.
Las competiciones se realizaron en el Canal Olímpico de Remo y Piragüsimo Schinias, ubicado al este de la localidad griega.

## Medallistas

### Masculino
| Evento                                 | Oro | Plata | Bronce |
| -------------------------------------- | --- | --- | --- |
| Scull individual M1X (21.09)           | Ioannis Jristu · Grecia · 6:52,96 | Lukáš Babač · Eslovaquia · 6:55,95 | Kostiantyn Zaitsev · Ucrania · 6:57,05 |
| Doble scull M2X (21.09)                | Julien Bahain Julien Desprès Francia 6:16,92 | Vladimir Latin Kaspar Taimsoo Estonia 6:18,40 | Artem Morozov · Vitali Kryvenko · Ucrania · 6:20,09 |
| Cuatro scull M4X (21.09)               | Allar Raja Andrei Jämsä Tõnu Endrekson Jüri Jaanson Estonia 5:45,75 | Markus Kuffner · Tim Bartels · Daniel Makowski · René Burmeister · Alemania · 5:47,75                                                                                                   | Serhi Hryn · Volodymyr Pavlovsky · Oleh Lykov · Serhi Biloushchenko · Ucrania · 5:47,86 |
| Dos sin timonel M2- (21.09)            | Yeoryos Tsiompanidis · Pavlos Gavriilidis · Grecia · 6:29,42 | Goran Jagar Nikola Stojić Serbia 6:31,21 | Jean-David Bernard Laurent Cadot Francia 6:31,29 |
| Cuatro sin timonel M4- (21.09)         | Nikólaos Guntulas · Apóstolos Guntulas · Ioannis Tsilis · Yeoryos Tzialas · Grecia · 5:57,24                                                                                    | Domenico Montrone · Romano Battisti · Sergio Canciani · Andrea Tranquilli · Italia · 6:00,04                                                                                            | Andrei Dzemianenka · Vadzim Lialin · Yauhen Nosau · Aliaxandr Kazubouski · Bielorrusia · 6:02,36                                                                                                |
| Ocho con timonel M8+ (21.09)           | Victor Bordereau Adrien Hardy Pierre-Jean Peltier Jean-Baptiste Macquet Frédéric Doucet Benjamin Rondeau Sébastien Lenté Dorian Mortelette Benjamin Manceau (t) Francia 5:32,01 | Anton Zarutski · Alexandr Lebedev · Roman Vorotnikov · Edgar Ivans · Alexandr Kulesh · Dmitri Rozinkevich · Vladimir Volodenkov · Denis Markelov · Pavel Safonkin (t) · Rusia · 5:32,76 | Sebastian Kosiorek · Michał Stawowski · Patryk Brzeziński · Piotr Buchalski · Wojciech Gutorski · Marcin Brzeziński · Rafał Hejmej · Mikołaj Burda · Daniel Trojanowski (t) · Polonia · 5:33,11 |
| Doble scull ligero LM2X (21.09)        | Dimitrios Muyos · Vasileios Polymeros · Grecia · 6:16,53 | Lorenzo Bertini · Daniele Gilardoni · Italia · 6:19,34 | Zsolt Hirling · Tamás Varga · Hungría · 6:22,41 |
| Cuatro sin timonel ligero LM4- (21.09) | Salvatore Amitrano · Fabrizio Gabriele · Andrea Caianiello · Armando Dell'Aquila · Italia · 5:58,92                                                                             | Veljko Urošević Nenad Babović Goran Nedeljković Miloš Tomić Serbia 6:02,31 | Vlastimil Čabla · Vojtěch Bejblík · Jiří Kopáč · Miroslav Vraštil · República Checa · 6:04,92                                                                                                   |

### Femenino
| Evento                          | Oro | Plata | Bronce |
| ------------------------------- | --- | --- | --- |
| Scull individual W1X (21.09)    | Miroslava Knapková · República Checa · 7:27,42 | Annick De Decker · Bélgica · 7:34,04 | Regina Naunheim · Suiza · 7:35,04 |
| Doble scull W2X (21.09)         | Kateryna Tarasenko · Yana Dementieva · Ucrania · 6:55,95 | Magdalena Fularczyk · Natalia Madaj · Polonia · 6:57,33                                                                                                  | Gabriella Bascelli · Erika Bello · Italia · 6:58,10 |
| Cuatro scull W4X (21.09)        | Svitlana Spiriujova · Olena Olefirenko · Nataliya Lialchuk · Tetiana Kolesnikova · Ucrania · 6:26,54                                                                                             | Olga Samulenkova · Larisa Merk · Oxana Dorodnova · Yuliya Kalinovskaya · Rusia · 6:28,20                                                                 | Ionelia Neacșu · Cristina Ilie · Adelina Cojocariu · Roxana Cogianu · Rumania · 6:30,64 |
| Dos sin timonel W2- (21.09)     | Georgeta Andrunache · Viorica Susanu · Rumania · 7:17,53 | Vera Pochitayeva · Alevtina Podviazkina · Rusia · 7:19,05                                                                                                | Volha Shcharbachenia · Tatsiana Kujta · Bielorrusia · 7:21,35 |
| Ocho con timonel W8+ (21.09)    | Constanța Burcică · Ana Maria Apachiței · Rodica Șerban · Enikő Barabás · Camelia Lupașcu · Ioana Papuc · Simona Mușat-Strimbeschi · Doina Ignat · Talida-Teodora Gîdoiu (t) · Rumania · 6:10,22 | Jo Cook Vicky Myers Georgina Menheneott Emily Taylor Rachel Loveridge Kirsty Myles Lindsey Maguire Hannah Elsy Rebecca Dowbiggin (t) Reino Unido 6:12,46 | Volha Maroz · Aliza Klimovich · Hanna Najayeva · Katsiaryna Yarmolich · Natalia Helaj · Volha Shcharbachenia · Tatsiana Kujta · Yuliya Bichyk · Anastasiya Katsiashova (t) · Bielorrusia · 6:22,79 |
| Doble scull ligero LW2X (21.09) | Jrysa Biskitzí · Alexandra Tsiavu · Grecia · 7:02,71 | Weronika Deresz · Ilona Mokronowska · Polonia · 7:04,98                                                                                                  | Zsófia Novák · Zsuzsanna Hajdú · Hungría · 7:08,80 |